# Paralia Apella
Paralia Apella (griechisch Παραλία Απελλά), auch Apella-Strand, liegt an der Ostküste der griechischen Insel Karpathos im Gebiet der Ortschaft Volada. Mit ihrem türkisblauen Wasser und dem weißen Kies-Sand-Strand ist die von schroffen Felswänden umgebene sichelförmige Bucht ein bekanntes Postkarten- und Kalendermotiv.

## Infrastruktur
Bis 1992 war die Bucht nur über einen kleinen Fußpfad sowie über das Meer erreichbar. Heute ist sie über eine (seit 2007) asphaltierte Stichstraße erreichbar, die von der Hauptstraße Karpathos (Stadt) – Spoa in Serpentinen in die Bucht hinabführt. Seit 1996 gibt es in der Bucht eine Taverne und eine Übernachtungsmöglichkeit sowie einen Sonnenschirmverleih.

## Sehenswürdigkeiten
Rund 350 Meter oberhalb der Taverne befindet sich die byzantinische Höhlenkirche Ágios Loukás, deren Inneres ursprünglich vollständig bemalt war. Im Zuge einer großzügigen Restaurierung setzten Archäologen Mauerreste wieder zusammen und versahen das Tonnengewölbe mit einem ziegelroten Anstrich. Bei den Arbeiten wurden Spuren alter Fresken freigelegt: Ein blassrotes Doppelkreuz an der halbrunden Vorderfront, links davon erkennt man einen Erzengel. Die verblichenen Fresken im Inneren zeigen u. a. Johannes den Täufer und die Hochzeit zu Kana.